# Занинович, Ана
Ана Занинович (хорв. Ana Zaninović, р.26 июня 1987) — хорватская тхэквондистка, чемпионка мира и Европы, призёр Европейских игр. Сестра-близнец Люции Занинович.

## Биография
Родилась в 1987 году в Сплите. В 2007 году завоевала серебряную медаль чемпионата мира. В 2011 году стала чемпионкой мира. В 2012 году завоевала серебряную медаль чемпионата Европы, а на Олимпийских играх в Лондоне стала лишь 11-й. В 2013 году завоевала серебряную медаль чемпионата мира. В 2014 году вновь стала чемпионкой Европы. В 2015 году завоевала бронзовую медаль чемпионата мира и серебряную медаль Европейских игр.